# Who's Better, Who's Best
Who's Better, Who's Best, anche intitolata The Best, è una raccolta del gruppo musicale The Who, pubblicata nel 1988.

## Tracce
1. My Generation – 3:16
2. Anyway, Anyhow, Anywhere – 2:39
3. The Kids Are Alright – 2:45
4. Substitute – 3:46
5. I'm a Boy – 2:38
6. Happy Jack – 2:12
7. Pictures of Lily – 2:42
8. I Can See for Miles – 4:06
9. Who Are You (Single edit) – 5:03
10. Won't Get Fooled Again (Single edit) – 3:38
11. Magic Bus – 3:19
12. I Can't Explain – 2:04
13. Pinball Wizard – 2:59
14. I'm Free – 2:40
15. See Me, Feel Me – 3:30
16. Squeeze Box – 2:40
17. Join Together (Coda omitted) – 4:19
18. You Better You Bet – 5:37